# Југославија на Летњим олимпијским играма 1948.
Спортистима Југославије је ово били шесто учешће на Летњим олимпијским играма. Југославија је на Олимпијским играма 1948. у Лондону била заступљена са 90 учесника (79 мушкараца и 11. жена, који су учествовали у 7 спортова, два екипна и пет појединачних. У овом саставу налазила се се и четворица учесника посебног програма играга у којем су се такмичили у појединим гранама уметности. Ова четири члана су учествовали у две дисциплине архитектуре (урбанистички планови и архитектонски пројекти).
Најмлађи у чесник био је пливач Маријан Стипетић са 17 година и 236 дана, а најстарији гимнастичар Конрад Грилц са 38 година 292 дана.
На церемонији свечаног отварања игара националну заставу носио је ватерполиста Божо Гркинић.
Са овим играма, Југославија је обогатила своју збирку олимпијских медаља са још две сребрне медаље, што чини 10 у укупном збиру. Закључно са играма у Лондону Југославија је освојила 3 златне, 4 сребрне и 3 бронзане медаље.
У укупном пласману спотисти Југославије су укупно заузели 24 место од 59 земаља учесница, односно 37 које су освајале олимпијске медаље.

## Учесници по спортовима
| Спорт                  | Мушкарци | Жене | Укупно |
| ---------------------- | -------- | ---- | ------ |
| Атлетика               | 12       | 3    | 15     |
| Бициклизам             | 4        | 0    | 4      |
| Ватерполо              | 9        | 0    | 9      |
| Веслање                | 21       | 0    | 21     |
| Гимнастика             | 8        | 8    | 16     |
| Пливање                | 6        | 0    | 6      |
| Фудбал                 | 15       | 0    | 15     |
| Укупно(7)              | 75       | 11   | 86     |
| Посебни програм        |          |      |        |
| Уметност (архитектура) | 4        | 0    | 4      |
| Укупно(8)              | 79       | 11   | 90     |

## Освајачи медаља
| Медаља | Име | Спорт    | Дисциплина     |
| ------ | --- | -------- | -------------- |
|        | Иван Губијан | Атлетика | бацање кладива |
|        | Фудбалска репрезентација Фрањо Шоштарић Мирослав Брозовић Бранко Станковић Златко Чајковски Миодраг Јовановић Александар Атанацковић Првослав Михајловић Рајко Митић Фрањо Велф Стјепан Бобек Жељко Чајковски Коста Томашевић Љубомир Ловрић Звонимир Цимерманчић Бернард Вукас | Фудбал   | фудбал М       |

## Резултати по спортовма

### Атлетика

#### Мушкарци
| Атлетичар Лични рекорд                                    | Дис.          | Група     | Група         | Четвртфинале     | Четвртфинале | Полуфинале       | Полуфинале       | Финале            | Финале | Детаљи |
| Атлетичар Лични рекорд                                    | Дис.          | Резултат  | Место         | Резултат         | Место        | Резултат         | Место            | Резултат          | Место  | Детаљи |
| --------------------------------------------------------- | ------------- | --------- | ------------- | ---------------- | ------------ | ---------------- | ---------------- | ----------------- | ------ | ------ |
| Звонко Саболовић 49,3 НР                                  | 400 м         | 49,9      | 1 у гр. 3 КВ  | 49,5             | 5 у гр. 1    | Није се пласирао | Није се пласирао | Није се пласирао  | 19/53  |        |
| Марко Рачић,                                              | 400 м         | 50,5      | 2 у гр. 1 КВ  | 52,1             | 6 у гр. 3    | Није се пласирао | Није се пласирао | Није се пласирао  | 23/53  |        |
| Петар Шегедин,                                            | 3.000 м преп. | 9:25,0 НР | 3 у гр. 2     |                  |              |                  |                  | 9:20,4            | 6/26   |        |
| Ђорђе Срефановић 9:22,2 НР                                | 3.000 м преп. | 9:39,6    | 5 гр. 1       | Није се пласирао | 16/26        |                  |                  |                   |        |        |
| Јерко Булић Марко Рачић Александар Ћосић Звонко Саболовић | 4-их400 м     | 3:25,4    | 4 у гр 3      |                  |              |                  |                  | Нису се пласирали | 12/15  |        |
| Данило Жерјал                                             | Диск          | 43,07     | 16            |                  |              |                  |                  | Није се пласирао  | 16/28  |        |
| Иван Губијан 56,24 НР                                     | Кладиво       | 50,44     | 5. у гр. Б КВ |                  |              |                  |                  | 54,27             |        |        |
| Мирко Вујачић 66,22 НР                                    | Копље         | 62,53     | 8 КВ          |                  |              |                  |                  | 64,89             | 7/23   |        |
| Душан Вујачић                                             | Копље         | 57,62     | 15            | Није се пласирао | 15/23        |                  |                  |                   |        |        |

### Друмски бициклизам
Резултати за екипно такмичење су се добијали тако што су сабирани резултати прве тројице из сваке екипе у појединачнпј конкуренцији. Пошто ниједан учесник из Југославије није завршио појединачну трку елипно су остали без пласмана.
| Бициклиста        | Дисциплина               | Време                                                     | Пласман                                                   | Детаљи |
| ----------------- | ------------------------ | --------------------------------------------------------- | --------------------------------------------------------- | ------ |
| Милан Поредски    | Друмска трка појединачно | Нису заврпили трку                                        | Нису заврпили трку                                        |        |
| Аугуст Просеник   | Друмска трка појединачно | Нису заврпили трку                                        | Нису заврпили трку                                        |        |
| Александар Страин | Друмска трка појединачно | Нису заврпили трку                                        | Нису заврпили трку                                        |        |
| Александар Зарић  | Друмска трка појединачно | Нису заврпили трку                                        | Нису заврпили трку                                        |        |
| Милан Поредски    | Друмска трка појединачно | Нису заврпили појединачну трку па нема резултата за екипу | Нису заврпили појединачну трку па нема резултата за екипу |        |
| Аугуст Просеник   | Друмска трка појединачно | Нису заврпили појединачну трку па нема резултата за екипу | Нису заврпили појединачну трку па нема резултата за екипу |        |
| Александар Страин | Друмска трка појединачно | Нису заврпили појединачну трку па нема резултата за екипу | Нису заврпили појединачну трку па нема резултата за екипу |        |
| Александар Зарић  | Друмска трка појединачно | Нису заврпили појединачну трку па нема резултата за екипу | Нису заврпили појединачну трку па нема резултата за екипу |        |

### Веслање
Веслачи су били најбројнија група у саставу делегације Југославије. Било их је 21.
| Такмичар(и) | Дисц.                  | Групе  | Групе         | Репасаж | Репасаж    | Четвртфинале      | Четвртфинале      | Полуфинале        | Полуфинале        | Финале            | Финале    | Детаљи |
| Такмичар(и) | Дисц.                  | Време  | Место         | Време   | Место      | Време             | Место             | Време             | Место             | Време             | Место     | Детаљи |
| --- | ---------------------- | ------ | ------------- | ------- | ---------- | ----------------- | ----------------- | ----------------- | ----------------- | ----------------- | --------- | ------ |
| Драгутин Петровечки | Скиф                   | 8:17,3 | 3. у гр 2     | 8:17,3  | 3 у гр 3.  |                   |                   | Није се пласирао  | Није се пласирао  | Није се пласирао  | 14./14    |        |
| Владета Ристић Милан Хорватин Душко Ђорђевић кор. у пф Предраг Сарић кор. у гр.                                                                 | Двојац са кормиларом   | 7:59,0 | 1. у гр. 1 КВ |         |            |                   |                   | 8:07,9            | 2. пф. 3          | Нису се пласирали | 4. /9     |        |
| Петар Озретић Иво Липановић Мате Мојтић Келемент Алујевић                                                                                       | Четверац брз кормилара | 7:08,0 | 2. у гр 2     | 7:13,5  | 2 у рп. 2  | Нису се пласирали | Нису се пласирали | Нису се пласирали | Нису се пласирали | Нису се пласирали | 9./9 (10) |        |
| Стипе Бујас Стипе Крнчевић Јаков Лабура Келемент Алујевић Душко Ђорђевић корм.                                                                  | Четверац са кормиларом | 7:08.0 | 2. у гр 2     | 7:13,5  | 2. у рп. 2 | Нису се пласирали | Нису се пласирали | Нису се пласирали | Нису се пласирали | Нису се пласирали | 15./16    |        |
| Миле Петзровић Срета Новичић свето Дреновац Бранко Бецић Иво Талисманић Карло Павленч Слободан Јовановић Боград Сиротановић Предраг Сарић корм. | Осмерац                | 7:08.0 | 2. у гр 2     | 7:13,5  | 2. у рп. 2 |                   |                   | Нису се пласирали | Нису се пласирали | Нису се пласирали | 15./16    |        |

1. ↑  Занимљиво је да се југсловенски двојац са кормиларом, иако је имамо друго време у полуфиналу није успео пласирати за финале, јер је био други у својој групи. Са тим временом освојо би сребрну мрадљу у финалу.

### Гимнастика
Осам гимнастичара и осам гимнастичарки представљало је Југославију 1948. у гимнастичарским такмичењима. Мушкарци су се такмичили појединачно и екипно, а жене само екипно.

#### Жене
| Гимнастичарka | Дисциплина     | Појединачно                                           | Појединачно | Финале   | Финале | Детаљи |
| Гимнастичарka | Дисциплина     | Вишебој                                               | Композиција | Резултат | Место  | Детаљи |
| --- | -------------- | ----------------------------------------------------- | ----------- | -------- | ------ | ------ |
| Вида Гербец Драгана Ђорђевић Ружа Војск Драгиња Ђипаловић Тања Жутић Драгица Баслетић Златица Мијатовић Нежа Черне | Вишебој екипно | 278,90 49,0 47,60 47,20 47,15 45,25 42,70 40,35 24,70 | 119,00 — —  | 397,90   | 7 /11  |        |

### Пливање

#### Мушкарци
| Пливач                                            | Дисциплина         | Група   | Група         | Полуфинале       | Полуфинале       | Финале           | Финале   | Детаљи |
| Пливач                                            | Дисциплина         | Време   | Пласман       | Време            | Пласман          | Време            | Пласман  | Детаљи |
| ------------------------------------------------- | ------------------ | ------- | ------------- | ---------------- | ---------------- | ---------------- | -------- | ------ |
| Маријан Стипетић                                  | 400 м слободно     | 5:01,4  | 3 у гр 3 кв   | 4:58,6           | 5 у пф. 1        | Није се пласирао | 10 /41   |        |
| Јанко Пухар                                       | 400 м слободно     | 5:00,8  | 3. у гр 6 кв  | 4:58,7           | 6. у пф. 2       | Није се пласирао | = 11 /41 |        |
| Бранко Видовић                                    | 400 м слободно     | 4:58,7  | 3. у гр 4 кв  | 4:59,4           | 7. у пф. 1       | Није се пласирао | 13 /41   |        |
| Маријан Стипетић                                  | 1.500 м слободно   | 20:10,1 | 1. у гр 3 КВ  | 20:12,9          | 3. у пф. 1       | 20:10,7          | 5 /39    |        |
| Јанко Пухар                                       | 1.500 м слободно   | 21:45,1 | 5. у гр. 2    | Није се пласирао | Није се пласирао | Није се пласирао | 35 /39   |        |
| Вања Илић                                         | 1.500 м слободно   | 21:17,0 | 6. у гр. 1    | Није се пласирао | Није се пласирао | Није се пласирао | 26 /39   |        |
| Вања Илић Цирил Пелхан Јанко Пухар Бранко Видовић | 4 х 200 м слободно | 9:12,4  | 2. у гр 2 КВ  |                  |                  | 9:14,0           | 5/14     |        |
| Тоне Церер                                        | 200 м прсно        | 2:46,3  | 2. у гр. 2 КВ | 2:47,3           | 4 у пф. 2 КВ     | 2:46,1           | 5 /32    |        |

### Фудбал
Репрезентација Југославије је на овом турниру одиграла укупно четири утакмице, од којих је три победила и доживела један пораз. Постигла је укупно 13 голова а примила 6.
Најбољи стрелац у репрезентацији на овом турниру је био Стјепан Бобек са 4 постигнута гола.
| Пут до сребрне медаље | Датим и време             | „Домаћин”   | Резултат  | „Гост”               |
| Осмина финала         | 31. јула 1948. у 18:30    | Југославија | 6:1 (0:1) | Луксембург           |
| Четвртина финала      | 5. августа 1948. у 18:30  | Југославија | 3:1 (1:1) | Турска               |
| Полуфинале            | 11. августа 1948. у 18:30 | Југославија | 3:1 (2:1) | Уједињено Краљевство |
| Финале                | 13. августа 1948. у 18:30 | Југославија | 1:3 (1:1) | Шведска              |